# Stella di Plaskett
La Stella di Plaskett, nota anche come HD 47129, è una stella binaria spettroscopica di magnitudine 6,06 situata nella costellazione dell'Unicorno. La sua distanza dalla Terra è incerta, ma è quasi sicuramente compresa tra 4.900 e 6.600 anni luce. Da misurazioni del 2009 di Megier e soci la distanza risulta essere di 5242 anni luce.

## Osservazione
Si tratta di una stella situata nell'emisfero celeste boreale, ma molto in prossimità dell'equatore celeste; ciò comporta che possa essere osservata da tutte le regioni abitate della Terra senza alcuna difficoltà e che sia invisibile soltanto nelle aree più interne del continente antartico. Nell'emisfero nord invece appare circumpolare solo molto oltre il circolo polare artico. La sua magnitudine pari a 6,1 la pone al limite della visibilità ad occhio nudo, pertanto per essere osservata senza l'ausilio di strumenti occorre un cielo limpido e possibilmente senza Luna.
Il periodo migliore per la sua osservazione nel cielo serale ricade nei mesi compresi fra dicembre e maggio; da entrambi gli emisferi il periodo di visibilità rimane indicativamente lo stesso, grazie alla posizione della stella non lontana dall'equatore celeste.

## Il sistema
La stella di Plaskett è uno dei sistemi binari più massicci conosciuti; le due componenti non sono però state risolte otticamente, ma scoperte grazie all'analisi dello spettro che ha evidenziato degli spostamenti periodici delle linee spettrali, che lo rendono una binaria spettroscopica. Il periodo di rivoluzione delle due componenti attorno al centro di massa del sistema è di appena 14,40 giorni, con una separazione media di 0,5 UA. La velocità radiale del sistema, positiva, indica che la stella si sta allontanando dal sistema solare.

## Caratteristiche fisiche
La componente principale, Plaskett A, è la più "fredda" delle due ma senza dubbio la più brillante, con una luminosità di circa 630.000 luminosità solari e un raggio 21 volte quello del Sole. I parametri della componente secondaria, Plaskett B, sono più approssimativi: la sua luminosità è compresa tra 372.000 e 870.000 luminosità solari e il suo raggio è di circa 14 raggi solari. Le rispettive masse delle componenti sono 54 (A) e 56 (B) masse solari.